# Plectiscus pomariorum
Plectiscus pomariorum är en stekelart som först beskrevs av André Seyrig 1934.  Plectiscus pomariorum ingår i släktet Plectiscus och familjen brokparasitsteklar. Inga underarter finns listade i Catalogue of Life.